# Orsolobus plenus
Orsolobus plenus là một loài nhện trong họ Orsolobidae.
Loài này thuộc chi Orsolobus. Orsolobus plenus được Raymond Robert Forster & Norman I. Platnick miêu tả năm 1985.